# Museo della pipa (Fermo)
Il museo comunale delle pipa Nicola Rizzi è il V museo situato nella struttura dei musei scientifici di Villa Vitali situati a Fermo nelle Marche. È stato inaugurato il 17 settembre 2005 e raccoglie una collezione di pipe per il fumo del tabacco.
In questo contesto, tra variegati materiali di realizzazione,  tra cui le pipe in legno che sono le più popolari, le pipe di terracotta assumono particolare rilevanza per questo territorio.

## Storia
La galleria, su idea del suo curatore Paolo Dioguardi, è stata intitolata a Nicola Rizzi, donatore di gran parte della collezione base.
Altre pipe provengono da collezioni private tra le quali quella del giornalista scomparso Mario Azzella, dell'avvocato Toni Pascual, collezionista spagnolo di nota fama, a cui si deve la presenza delle pipe pre-colombiane e, al collezionista locale, Paolo Le Bour grande raccoglitore di pipe antiche.

Tra i pezzi esposti si annovera una pipa di schiuma che appartenne a Giuseppe Garibaldi e altre di famosi fumatori quali: Sandro Pertini, Luciano Lama, Vittorio Feltri, Alessandro Curzi, Oscar Mammì ed altri.

## Materiali e manifattura delle pipe
Con l'argilla, nelle fabbriche dei vasai di Massignano, Montottone e Ripatransone, si plasmavano regolarmente fantasiosi elaborati di piccole, medie e grandi pipe. Una sottile canna di marasca, forata con maestria per il passaggio del fumo, veniva aggiunta al grazioso focolare che l'interessato acquirente, secondo le proprie intenzioni e gusto, poteva scegliere in misura e modello. Erano cilindretti semplici se foggiati a mano o elaborati se riprodotti in serie da uno stampo: disegni floreali, volti di personaggi noti quali Garibaldi o semplicemente l'immagine di un turco per il gusto di figurare il famoso detto “fumi come un…”.
Solitamente queste manifatture, come quelle fatte per il divertimento dei bambini (fischietti e coccette) venivano realizzate dai vasai nel tempo perso, quello serale o quando l'inverno era troppo rigido per andare a lavorare nelle botteghe. Non di rado però le mogli degli stessi si adoperavano in tal senso. Una produzione, la loro, che portava sostegno economico a tutta la famiglia.